# ألكسندر أجا
الكسندر جوان أركادي (مواليد 7 أغسطس 1978) مخرج سينمائي فرنسي اشتهر بعمله في مختلف أفلام الرعب.

## روابط خارجية
- ألكسندر أجا على موقع IMDb (الإنجليزية)
- ألكسندر أجا على موقع ألو سيني (الفرنسية)
- ألكسندر أجا على موقع تيرنر كلاسيك موفيز (الإنجليزية)
- ألكسندر أجا على موقع أول موفي (الإنجليزية)
- ألكسندر أجا على موقع قاعدة بيانات الأفلام السويدية (السويدية)
- ألكسندر أجا على موقع قاعدة بيانات الفيلم (الإنجليزية)
- ألكسندر أجا على موقع كينوبويسك (الروسية)
- Alexandre Aja on Fox Searchlight
- Eat My Brains! interview with Alexandre Aja
- Alexandre Aja interview on sci-fi-online.com